# Birutė

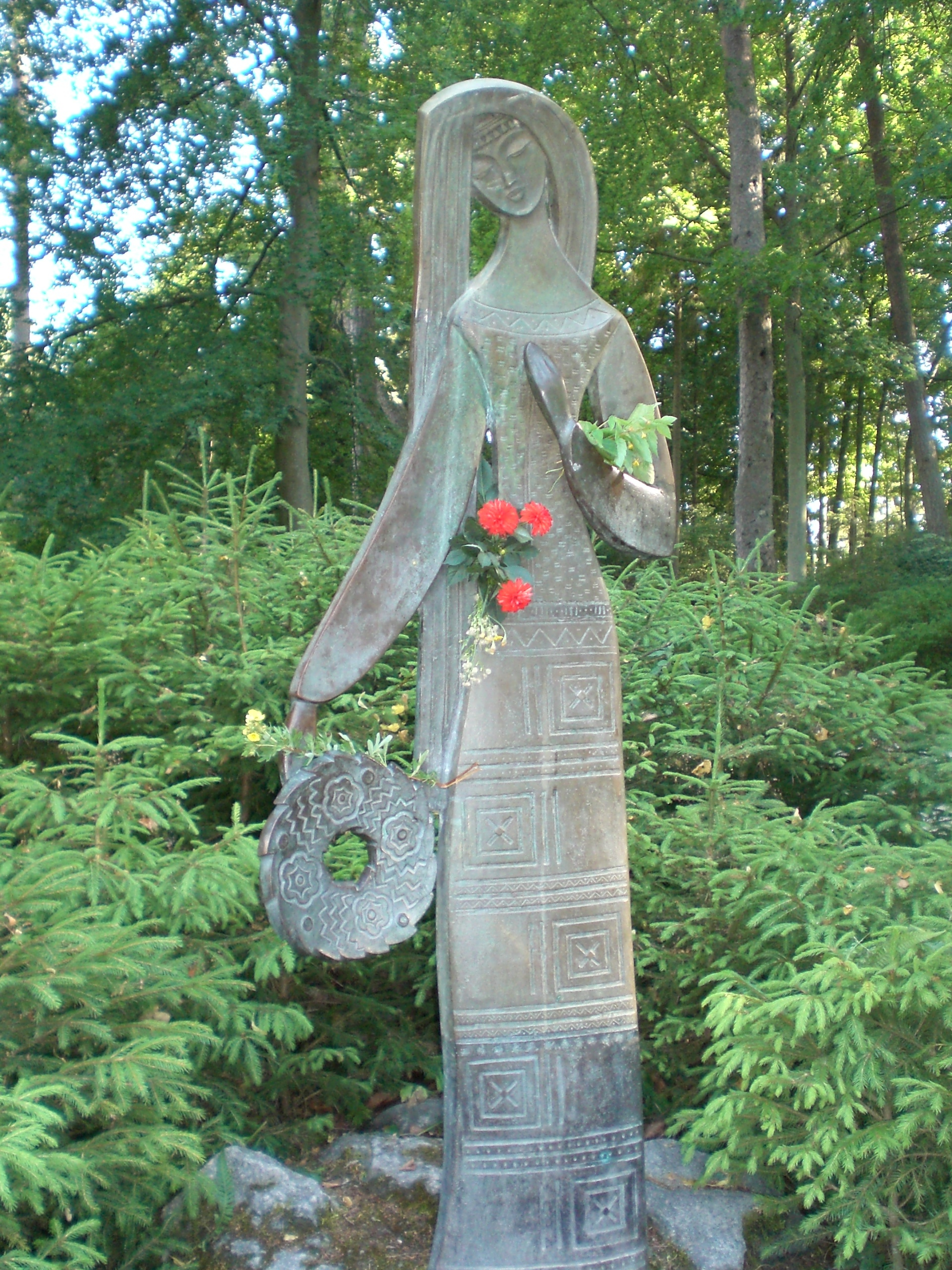
À toi Birutė. Bronze de Konstancija Petrikaitė-Tulienė dans le parc botanique de Palanga.

Birutė (morte en 1382) était la seconde épouse de Kęstutis, grand-duc de Lituanie, et la mère de Vytautas le Grand. On sait très peu de choses sur sa vie ; après sa mort, un culte important envers sa personne s'est créé chez les Lituaniens, en particulier en Samogitie.

## Biographie

### Son mariage
Elle était née probablement près de Palanga dans une famille de magnats samogitiens ou coures. L'histoire de son mariage avec Kęstutis est devenue en Lituanie une légende romantique. Des chroniques rapportent qu'elle était une prêtresse (en lituanien : vaidilutė) et servait les dieux païens en gardant le feu sacré qu'on ne devait pas laisser s'éteindre. Lorsque Kęstutis entendit parler de sa beauté, il rendit visite à son sanctuaire et la trouva non seulement très belle mais encore très savante, si bien qu'il lui demanda de l'épouser. Elle refusa parce qu'elle avait promis aux dieux de conserver sa virginité jusqu'à sa mort. Kęstutis l'emmena de force à Trakai et organisa un grand mariage. Ils eurent trois fils et trois filles. Vytautas, leur premier fils, naquit vers 1350, ce qui laisse croire que le mariage eut lieu en 1349 ou un peu plus tôt.
L'historien S.C. Rowell suggère qu'un mariage avec une duchesse païenne plutôt qu'avec une duchesse orthodoxe de pays slaves a aidé Kęstutis à gagner le soutien de la Lituanie païenne après qu'avec son frère Olgierd il eut déposé Jaunutis en 1345.

### Sa mort
Les circonstances entourant la mort de Birutė ne sont pas tout à fait claires. Entre 1381 et 1382 son mari Kęstutis mena une guerre contre son neveu Jogaila qui était devenu grand-duc de Lituanie et avait signé contre son oncle un traité avec les chevaliers teutoniques. Kęstutis fut fait prisonnier et conduit au château de Kreva. Une semaine plus tard il était mort et quelques chroniques laissent entendre qu'il a été assassiné. En dépit des circonstances restées peu claires, une chronique écrite par les chevaliers teutoniques mentionne brièvement que Birutė fut, pour des raisons de sécurité, emmenée à Brest, en Biélorussie, où on la tua en la noyant à l'automne de 1382 (probablement pour se venger du fait que Vytautas s'était échappé de Kreva). Cependant, il n'y a pas d'autres sources pour confirmer ou réfuter cette allégation. Trente-cinq ans plus tard, une délégation samogitienne au concile de Constance a nié qu'elle eût été assassinée, et une autre légende prétendait qu'elle était retournée au sanctuaire où elle avait été prêtresse auparavant à Palanga, et avait recommencé à servir les dieux jusqu'à sa mort vers 1389.
La légende raconte qu'elle a été enterrée à Palanga au pied de la colline qui a pris son nom en son honneur.

### Un personnage vénéré
Un culte autour de Birutė s'est développé et est resté vivace longtemps après sa mort. Elle était considérée comme une déesse ou l'équivalent païen d'une sainte par la population locale. En 1989, les archéologues ont découvert la preuve qu'il existait sur le haut de la colline qui porte son nom un sanctuaire païen avec un observatoire céleste à la fin du XIVe ou au début du XVe siècle. Il avait probablement été construit en l'honneur de Birutė. Il existe de nombreux témoignages montrant des gens qui la prient, lui demandant de leur donner une bonne santé ou de l'argent. Pour détourner la population de vénérer les dieux païens et les écarter de la tombe de Birutė, une chapelle de saint Georges fut construite au sommet de la colline en 1506. En 1869, cette chapelle a été reconstruite et subsiste encore. C'est une destination populaire pour les touristes.
La colline de Birutė est la plus haute dune de la station balnéaire de Palanga, sur le bord de la mer Baltique, et maintenant elle fait partie du Jardin botanique de Palanga. Des recherches archéologiques ont montré qu'au Xe siècle il y avait un village au pied de la colline. Au XIIIe siècle, au moment de l'invasion par les Chevaliers Teutoniques et l'ordre de Livonie, les villageois construisirent un système de défense avec une tour. Après une première défaite, le système fut reconstruit et fortifié, il avait maintenant deux tours et un mur entourait le sommet de la colline. Cependant, après que l'ensemble eut été brulé dans la seconde moitié du XIVe siècle, un sanctuaire païen et un observatoire furent construits à leur place.

## Honneur
L'astéroïde (212977) Birutė porte son nom.